# Alexis Hansky

Alexis Hansky

Alexis Hansky (russisch Алексей Павлович Ганский; * 8. Julijul. / 20. Juli 1870greg. in Odessa; † 29. Julijul. / 11. August 1908greg. in Simejis) war ein russischer Astronom.

## Leben
Hansky absolvierte das Gymnasium und die Universität in Odessa. Seine im Studium erworbenen astrophysikalischen und astrofotografischen Kenntnisse erweiterte er anschließend bei mehrjährigen Studienaufenthalten an den Observatorien von Meudon und Potsdam, wo sein Hauptinteresse der Struktur und den Aktivitäten der Sonnenoberfläche galt.
An mehreren wissenschaftlichen Expeditionen nahm Hansky aktiv teil: Er beobachtete von Nowaja Semlja aus die Sonnenfinsternis vom 9. August 1896 und in Spanien die Sonnenfinsternis vom 30. August 1905. 1901 gehörte er der Expedition an, die zur Durchführung der Gradmessung nach Spitzbergen geschickt worden war. 1907 war er Mitglied der von der Pulkower Sternwarte nach Turkestan ausgesandten Expedition, die jedoch wegen schlechter Wetterverhältnisse nicht wie vorgesehen die Sonnenfinsternis vom 14. Januar 1907 beobachten konnte. Für Beobachtungen, Experimente und astrofotografische Aufnahmen bestieg er insgesamt siebenmal den Mont Blanc.
1905 wurde er Adjunkt-Astronom des Pulkowo-Observatoriums; Anfang 1908 erhielt er die Leitung des 1900 gegründeten Observatoriums von Simejis auf der Krim übertragen, wohin er im Mai übersiedelte. Er hatte bereits Vorbereitungen für weitergehende Forschungsarbeiten getroffen, als er durch einen Herzinfarkt beim Baden im Meer verstarb.
Der 1927 entdeckte Asteroid (1118) Hanskya und der Mondkrater Ganskiy wurden zu seinen Ehren benannt.